# Villanueva Mesía
Villanueva Mesía è un comune spagnolo di 2 005 abitanti situato nella comunità autonoma dell'Andalusia.

## Geografia fisica
Il comune è attraversato dal fiume Genil.